# Olivier Hanlan
Olivier Zacharie Hanlan (nacido el 15 de febrero de 1993 en Aylmer, Quebec) es un baloncestista canadiense que en la actualidad juega en las filas del Türk Telekom B.K. de la [BSL]] turca. Con 1,93 metros de estatura, juega en la posición de escolta.

## Trayectoria deportiva

### Universidad
Jugó durante tres temporadas con los Eagles del Boston College, en las que promedió 17,8 puntos, 3,9 rebotes y 3,1 asistencias por partido. En su primera temporada en el equipo fue elegido como Rookie del Año de la Atlantic Coast Conference, tras promediar 15,5 puntos y 4,2 rebotes por partido. Al año siguiente fue incluido en el tercer mejor quinteto de la conferencia, y en 2015 en el primero, tras liderar la clasificación de máximos anotadores, promediando 19,5 puntos por partido.

### Profesional
El 25 de junio de 2015, fue seleccionado en la cuadragésimo segunda posición del Draft de la NBA de 2015 por Utah Jazz.
En agosto de 2015 el Zalgiris Kaunas anuncia de forma oficial la contratación del base canadiense, la temporada anterior en la Boston College, y escogido en este pasado draft NBA con el número 45 por los Utah Jazz. El acuerdo es por dos campañas en formato 1+1.
El 17 de septiembre de 2021, firma por el Aris B.C. de la A1 Ethniki, con el que promedia 20,9 puntos, 3,5 rebotes y 2,9 asistencias por encuentro.
El 4 de abril de 2022, firma con el Valencia Basket de la Liga Endesa.
El 8 de noviembre de 2022 fichó por el Gaziantep Basketbol de la Basketbol Süper Ligi turca.
El 28 de julio de 2023 fichó por el Openjobmetis Varese de la Lega Basket Serie A italiana.
El 1 de marzo de 2024 firmó con el PBC CSKA Moscú de la VTB United League.
El 3 de julio de 2024 fichó por el Türk Telekom de la Basketbol Süper Ligi (BSL) turca.